# Teti (sociologia)
I teti (in greco antico: θῆτες?, Tètes) costituivano, ad Atene, la quarta e ultima classe (comprensiva di chi aveva reddito inferiore ai 200 medimni o 200 metrete o nullatenenti) del sistema censitario
tradizionalmente attribuito a Solone.
Godevano del solo diritto elettorale attivo, e prendevano parte all'assemblea popolare, mentre era loro interdetto l'accesso alle magistrature. A partire dalla fine del V secolo a.C. però, le riforme democratiche attuate da Efialte e, dopo di lui, da Pericle, unitamente all'importante contributo che i teti diedero
in guerra come rematori della flotta navale di Temistocle, permisero loro una maggiore rilevanza politica e l'accesso alle magistrature.